# Diya Mirza
Diya Mirza Handrich (Hyderabad, 9 dicembre 1981) è un'attrice e modella indiana.

## Carriera
È nota anche con il nome di Dia Mirza Handrich e soprannominata "Dee". Ha vinto il concorso di bellezza Miss Asia Pacific nel 2000.
Il suo doppio cognome è dovuto al fatto che suo padre era tedesco, e dopo la sua morte (avvenuta quando la piccola Dia aveva nove anni), ha preso il cognome del nuovo marito della madre, Ahmed Mirza.
Da ricordare la sua interpretazione di Gayatri Tantiya nel film di Bollywood Parineeta.
Ha fatto comparse speciali in Gara di cuori, Heyy Babyy e Om Shanti Om.

## Filmografia
- En Swasa Katre, regia di K. S. Ravi (1999)
- Rehnaa Hai Terre Dil Mein, regia di Gautham Vasudev Menon (2001)
- Deewaanapan, regia di Asshu Trikha (2001)
- Tumko Na Bhool Paayenge, regia di Pankaj Parashar (2002)
- Dum, regia di Eeshwar Nivas (2003)
- Pran Jaaye Par Shaan Na Jaaye, regia di Sanjay Jha (2003)
- Tehzeeb, regia di Khalid Mohamed (2003)
- Gara di cuori (Kyun...! Ho Gaya Na), regia di Samir Karnik (2004)
- Tumsa Nahin Dekha, regia di Anurag Basu (2004)
- Stop!, regia di Ajai Sinha (2004)
- Il prezzo del destino (Blackmail), regia di Anil Devgan (2005)
- My Brother... Nikhil, regia di Onir (2005)
- Naam Gum Jaayega, regia di Amol Shetge (2005)
- Koi Mere Dil Mein Hai, regia di Deepak Ramsay (2005)
- Parineeta, regia di Pradeep Sarkar (2005)
- Dus, regia di Anubhav Sinha (2005)
- Fight Club - Members Only, regia di Vikram Chopra (2006)
- Phir Hera Pheri, regia di Neeraj Vora (2006)
- Alag, regia di Ashu Trikha (2006)
- Lage Raho Munna Bhai, regia di Rajkumar Hirani (2006)
- Prateeksha, regia di Basu Chatterjee (2006)
- Honeymoon Travels Pvt. Ltd., regia di Reema Kagti (2007)
- Shootout at Lokhandwala, regia di Apoorva Lakhia (2007)
- Cash, regia di Anubhav Sinha (2007)
- Heyy Babyy, regia di Sajid Khan (2007)
- Episodio, Zahir di Dus Kahaniyaan, regia di Sanjay Gupta (2007)
- Om Shanti Om, regia di Farah Khan (2007) - comparsa speciale
- Krazzy 4, regia di Jaideep Sen (2008)
- Jai Veeru: Friends Forever, regia di Puneet Sira (2009)
- Kisaan, regia di Puneet Sira (2009)
- Acid Factory, regia di Suparn Varma (2009)
- Fruit & Nut, regia di Kunal Vijaykar (2009)
- Kurbaan, regia di Renzil D'Silva (2009)
- Hum Tum Aur Ghost, regia di Kabeer Kaushik (2010)
- Love Breakups Zindagi, regia di Sahil Sangha (2011)
- Zindagi Tere Naam, regia di Asshu Trikha (2012)
- Paanch Adhyay, regia di Pratim D. Gupta (2012)
- Hello Mumbai: Salaam Mumbai, regia di Ghorban Mohammadpour (2016)
- Sanju, regia di Rajkumar Hirani (2018)
- Thappad, regia di Anubhav Sinha (2020)
- Wild Dog, regia di Ahishor Solomon (2021)
- Bheed, regia di Anubhav Sinha (2023)